# 海爾鎮區 (明尼蘇達州馬諾門縣)
海爾鎮區（英語：Heier Township）是位於美國明尼蘇達州馬諾門縣的一個行政鎮區。

## 地方資料
海爾鎮區的面積為93.58平方千米，當中陸地面積為87.42平方千米，而水域面積為6.16平方千米。根據2020年美國人口普查的數據，當地共有人口151人，而人口密度為每平方千米1.61人。